# Признак на живот
„Признак на живот“ (на английски: Life) е американски научнофантастичен филм на ужасите от 2017 г. на режисьора Даниел Еспиноза, по сценарий на Рет Рийс и Пол Уерник, и участват Джейк Джилънхол, Ребека Фъргюсън и Райън Рейнолдс. Като първата копродукция между „Скайденс Медия“ и „Сони Пикчърс“, световната премиера на филма е на 18 март 2017 г. от South by Southwest и е пуснат на 24 март в американските кина.